# Боклер, Уильям, 8-й герцог Сент-Олбанс
Уильям Боклер (англ. William Beauclerk; 18 декабря 1766 — 17 июля 1825, Лондон, Великобритания) — английский аристократ, 8-й герцог Сент-Олбанс, 8-й граф Бёрфорд, 8-й барон Хеддингтон и 5-й барон Вер из Хэмворта с 1816 года. Служил в Королевском флоте, в 1782 году получил чин мичмана, в 1788 — лейтенанта, в 1822 — командора. Занимал посты главного шерифа Денбишира (с 1803 года) и Линкольншира (с 1808). Был вторым сыном 5-го герцога Сент-Олбанса, от брака с Кэтрин Понсонби, но после смерти брата и племянника в 1816 году унаследовал семейные титулы.
Боклер был женат дважды: на Шарлотте Телуэлл (дочери Роберта Телуэлла и Шарлотты Нелторп) и на Мэри Джанетте Нелторп (дочери Джона Нелторпа и Мэри Кракрофт). В первом браке родился сын Уильям Роберт (11 мая — 12 мая 1794). Во втором браке родились 14 детей:
- Мэри Эмили (1800—1873)[3];
- Уильям (1801—1849), 9-й герцог Сент-Олбанс[4];
- Шарлотта (1802—1842)[1];
- Джулия (родилась и умерла в 1803)[5];
- Кэролайн Джанетта (1804—1862)[6];
- Джон Нелторп (1805—1810)[1];
- Луиза Джорджиана (1806—1853)[1];
- Фредерик Чарльз Петер (1808—1865)[1];
- Джорджиана (1809—1880)[7];
- Мэри Ноэль (1810—1850)[1];
- Генри (1812—1856)[1];
- Чарльз (1813—1861)[1];
- Амелиус Вентворт (1815—1879)[1];
- Джордж Огастес (1818—1880)[1].